# Йорданова, Вера
Ве́ра Йордано́ва (болг. Вера Йорданова, фин. Vera Jordanova; род. 28 августа 1975, Хельсинки, Финляндия) — финская модель и актриса болгарского происхождения. В настоящее время проживает в США.

## Биография
Вера Йорданова родилась в Хельсинки, в семье болгарских музыкантов. Когда Вере исполнилось 7 лет, родители решили вернуться на родину. В Болгарии семья прожила семь лет, после чего окончательно перебралась в Финляндию. Вера училась в лицее иностранных языков, прежде чем на неё обратили внимание сотрудники модельного агентства Paparazzi.

## Карьера
В начале модельной карьеры Вера Йорданова появилась на обложках нескольких финских журналов. Впоследствии ей предложили работу за пределами Финляндии, она работала с такими брендами как Felina Lingerie, Bacardi Lime и Clarins. В 2006 году она снялась для календаря Maxim, фото опубликовали также FHM и чешское издание Esquire за июнь 2007 г.
В то же время Вера пробует себя как актриса. Она снимается в нескольких финских сериалах, а в 2007 году — в американском фильме ужасов «Хостел 2», где она играет Аксель.
В 2014 году выходит кулинарная книга «Don’t Miss a Bite: Stories and Flavors from around the World» («Не впускайте неприятности перекусить: Истории и вкусы со всего света»), написанная Йордановой на основе воспоминаний и впечатлений от кухонь разных стран. Книга, впервые опубликованная в Финляндии, содержит 100 рецептов, которые сопровождаются краткими описаниями, иллюстрирована рисунками и фотографиями автора.
Вера владеет болгарским, финским и английским языками, также немного говорит по-испански, по-французски и по-русски.

## Фильмография
- 1993 — «Harjunpää ja kiusantekijät» — модель
- 2007 — «Хостел 2» — Аксель